# بینی‌سنگ
بینی‌سنگ یک روستا کوچک است که در منطقهٔ جلگه بهادر، ولسوالی ناور، ولایت غزنی، افغانستان واقع شده‌است.